# Delta Force - Missione esplosiva
Delta Force - Missione esplosiva (Operation Delta Force 3: Clear Target) è un film d'azione statunitense del 1999 diretto da Mark Roper.

## Trama
Nord della Colombia: una squadra di uomini della DEA: il capitano Skip Lang, McKinney, Vickers, Sparks, Hutch, Lombardi; attraversa in barca le acque dove si trova il nascondiglio di cocaina del signore della droga Salvatore, è in corso un'operazione anti-droga da parte di questi agenti; mentre dal Pentagono arriva la notizia che due squadre precedenti della DEA formate da 12 uomini l'una, sono morte nella stessa missione. Appena vengono scoperti dai contrabbandieri gli uomini della DEA aprono il fuoco e uccidono tutti i malviventi. Entrano nel covo dove viene tenuta la droga e la distruggono con l'ausilio di esplosivi. Ma nell'entrare nella galleria Lombardi viene colpito da una fotocellula. Inutili si riveleranno i soccorsi.
Il signore della droga Salvatore deciso a vendicarsi dell'affronto subito ingaggia un potente hacker, il quale gli permette di rubare i codici per impossessarsi di un potente sottomarino della marina militare, il Roosevelt. Umberto Salvatore comunica la notizia al Pentagono, dicendo che se non distruggeranno il satellite Iris One (un potente satellite con cui è possibile rintracciare le sostanze di droga nel mondo), lui silurerà col loro sottomarino quattro città della costa americana. Il Pentagono incarica così la stessa squadra che ha distrutto la riserva di coca in Colombia per recuperare il sottomarino.
Decidono di arrivare in Colombia viaggiando in treno, ma al loro arrivo il generale Borrega dell'esercito della Colombia che aveva finto di collaborare vende le informazioni a Salvatore, i quali gli fanno tendere una trappola lungo la rete ferroviaria. Fortunatamente riescono ad accorgersi del pericolo e scatenano una vera e propria guerra lungo il tragitto. Fuggono per mezzo di un elicottero che trasportava col treno e giungono nella residenza di Salvatore. Trovano il ragazzo che l'ha aiutato ad impossessarsi del sottomarino, e il capo della squadra Skip Lang, segue Salvatore per un passaggio sotterraneo che lo porta da un idrovolante, ma i tentativi di acciuffarlo si rivelano vani.
Giunti al Pentagono gli uomini della DEA cercano di far parlare il ragazzo hacker che ha aiutato Salvatore, costui afferma che il sottomarino è in rotta automatica per New York e che il codice per fermarlo lo conosce solo Umberto. Allora gli uomini della DEA con l'ausilio di un sommergibile silenzioso, localizzano il Roosevolt e si agganciano ad esso. Riescono ad entrare e a sopraffare gli uomini di Salvatore, ma si accorgono che qualcosa non va. Infatti gli uomini di Umberto hanno modificato le impostazioni del Roosevolt, con lo scopo di usare le armi chimiche che trasporta contro il palazzo delle nazioni unite, dove il presidente terrà un discorso nella lotta contro la droga. Ariana scopre che il codice (usato dal ragazzo hacker) è il suo stesso nome (Ariana), e riescono così a fermare la minaccia.